# Jordi Puig-Suari
Jordi Puig-Suari es un profesor de Cal Poly y desarrollador de tecnología aeroespacial. Se le conoce principalmente por haber inventado, junto a Bob Twiggs, el estándar CubeSat, con el que también fundaría la empresa Tyvak Nano-Satellite Systems.